# GES
Glenmark, Eriksson, Strömstedt är en poptrio från Sverige, bildad 1994. Trion består av sångarna och låtskrivarna Anders Glenmark, Thomas "Orup" Eriksson och Niklas Strömstedt, vilkas efternamnsinitialer bildar namnet GES. Gruppen fick under 1994 och 1995 stora listframgångar i Sverige och har sedan dess varit aktiv i perioder. 

## Karriär
Under en veckas tid 1993 uppträdde Orup, Niklas Strömstedt och Anders Glenmark tillsammans som gruppen Miss Ellies Kapell på nöjeshuset Brygget i Åre, där de bytte låtar med varandra. Gruppen bestod även av Micke Syd från Gyllene Tider och Tommy Ekman från Style. Kort senare fick Strömstedt en förfrågan från Svenska Fotbollförbundet om att skriva den officiella svenska låten till VM i fotboll 1994 och han antog uppdraget tillsammans med Orup och Glenmark.
VM-låten "När vi gräver guld i USA" blev under sommaren 1994 en stor hitsingel och vann i februari 1995 en Grammis för Årets låt.
I slutet av januari 1995 släpptes albumet Glenmark, Eriksson, Strömstedt som gick rakt upp på topplistans förstaplats i Sverige. I anslutning till albumreleasen sände SVT ett specialprogram om GES i regi av Felix Herngren. Albumet har sålt över 500 000 exemplar och räknas som en svensk popklassiker, med hitsinglar som En jävel på kärlek och Hon är min. Under sommaren 1995 genomfördes en slutsåld Sverigeturné som sågs av över 200 000 människor.
Gruppen gjorde comeback som mellanakt under finalen av Melodifestivalen 2003 i Globen och släppte i april samma år sitt andra album Den andra skivan. Albumet placerade sig som högst på 2:a plats på den svenska albumlistan och under sommaren genomfördes en turné på 25 datum. Turnén blev ingen framgång och hade låga publiksiffror.
Efter att inte ha spelat tillsammans på nästan tio år fyllde en gemensam vän till gruppen jämnt sommaren 2012 och medlemmarna bestämde de sig för att uppträda med några covers av hans favoritlåtar. När Orup under sommaren 2016 fick en egen timme av Allsång på Skansen i "Allsångsscenen är din" gjorde GES comeback med några låtar och intresset väcktes för att fortsätta spela ihop.
Sommaren 2017 spelade bandet under sex utsålda kvällar inför 24 000 konsertbesökare på Borgholms slott på Öland. Sommaren 2018 genomförde GES sin första konsertturné sedan 2003, med premiär på Dalhalla den 11 juli och avslutning på Skansen den 25 augusti, sammanlagt 18 datum. Turnépremiären på Dalhalla slog publikrekord för arenan med 5 739 besökare.
Våren 2020 planerades en krogshow på Gothia Towers i Göteborg som skulle spelas från 3 april till 2 maj, men med anledning av Covid-19-pandemin flyttades premiären till Cirkus, Stockholm i september och Göteborgs-datumen planerades om till att hållas i Scandinavium i mars 2021.
Hösten 2022 uppträdde GES med showen "Stanna världen en stund" som avslut på karriären. 

## Diskografi

### Album
- 1995 – Glenmark, Eriksson, Strömstedt
- 2003 – Den andra skivan

### Singlar
- 1994 – "När vi gräver guld i USA"
- 1995 – "En jävel på kärlek" (med b-sidan "Som nån i en sång av Mauro Scocco")
- 1995 – "Från dag till dag" / "Människor som vi"
- 1995 – "Hon är min" (med b-sidan "Natten är min vän - live")
- 1995 – "Man gråter aldrig på en lördag" / "Leta där du bor"
- 1995 – "Stanna världen en stund"
- 2003 – "Den andra kvinnan"
- 2003 – "Händerna på täcket"
- 2003 – "Sångerna om sommaren"

## Galleri

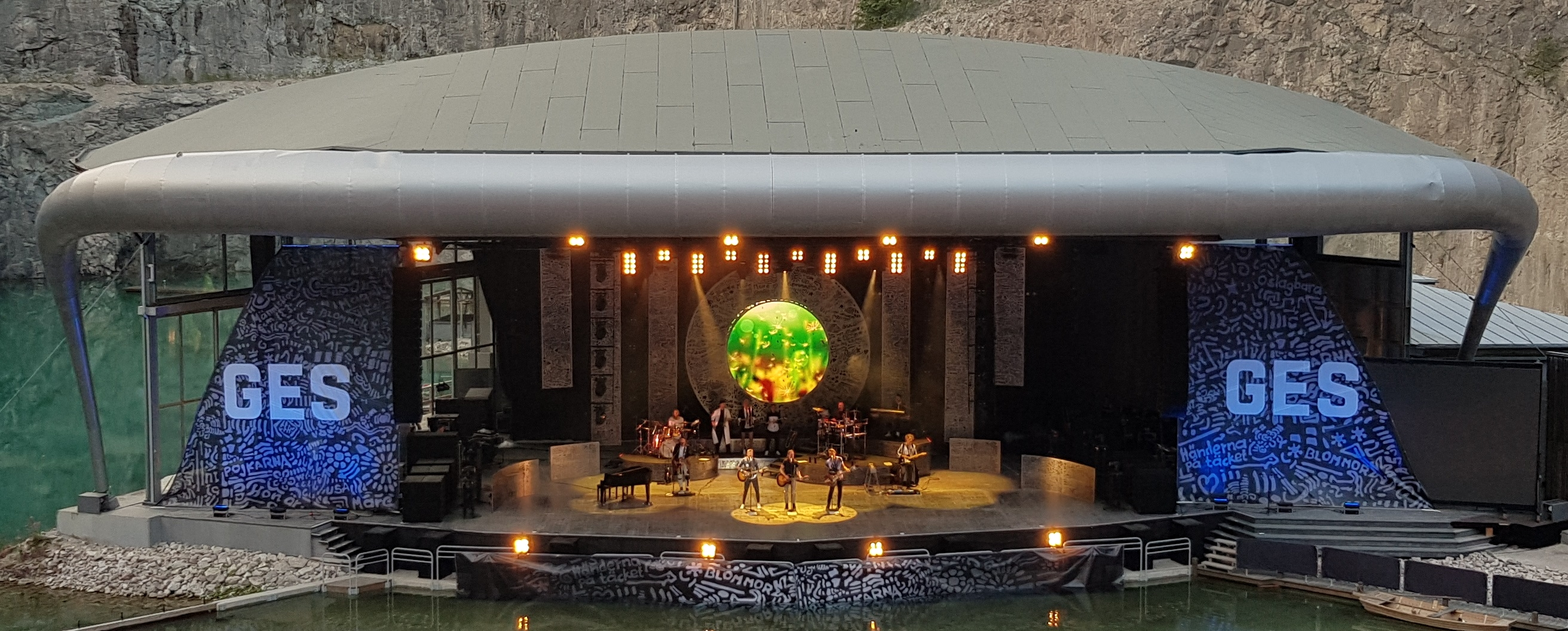
GES under en konsert på Dalhalla den 12 juli 2018.